# ビル・フォルケス
ウィリアム・アンソニー（ビル）・フォルケス（William Anthony "Bill" Foulkes、1932年1月5日 - 2013年11月25日）は、イングランドのサッカー選手、サッカー指導者。

## 人物
セント・ヘレンズ生まれ。
マンチェスター・ユナイテッドFC一筋でプレーしたセンターハーフ（現在のポジションにおけるセンターバック）。マンチェスター・ユナイテッドで公式戦通算688試合に出場しており、2013年現在でライアン・ギグス、ボビー・チャールトン、ポール・スコールズに次いで、クラブ史上4番目の出場記録にあたる。
マット・バスビーが率いた「バスビー・ベイブス」の一員。1958年におきた「ミュンヘンの悲劇」の生存者の1人。事故後、1966年までマンチェスターUのチームキャプテンを務めている。
祖父はセントヘレンズのラグビーリーグのチームでキャプテンを務めた国際的なラグビー選手。実父はニュー・ブライトン A.F.C.でプレー経験のあるサッカー選手。

## 来歴

### 現役初期
ホイストンボーイズクラブでディフェンダーとしてプレーしていたところ、マンチェスター・Uにスカウトされ、1950年、17歳の時に契約する。入団後はマンチェスターの地域リーグでプレーしながら、リー・グリーン炭鉱で働いた。
1952年12月13日、対リバプールFC戦にて右フルバック（サイドバック）でFA1部リーグ戦デビューを果たす。1954年1月2日対ニューカッスル・ユナイテッドFC戦にて、ハーフライン付近からのロングシュートでリーグ戦初ゴールをあげている。
イングランド代表としては、2度U-23代表に選ばれた後、1954年10月2日対北アイルランド戦にてイングランドA代表デビュー。これが唯一の国際Aマッチ出場記録となっている。
1955-56シーズンのリーグ戦優勝に貢献する。翌UEFAチャンピオンズカップ 1956-57出場機会が与えられていたが、世界最古のサッカーリーグを誇っていたフットボールリーグは、孤立主義的思想により国内クラブの出場に反対していた。マンチェスター・Uはそれを押し切り、イングランドのクラブとしては初出場を果たした。1956-57シーズンのFA1部リーグ連覇に貢献する。

### ミュンヘンの悲劇
前シーズンのFA1部リーグ優勝により、UEFAチャンピオンズカップ 1957-58に出場を果たした。順調に試合を重ね、準々決勝対レッドスター・ベオグラード戦にて、第1戦ホームで2-1と勝利し、第2戦アウェーで3-3と引き分け、準決勝に進むことができたが、その第2戦の敵地ベオグラードからの空路での帰り道の中継地点であるリーム空港にて、航空事故、俗にいうミュンヘンの悲劇に遭遇する。
フォルケスは、デービッド・ペッグ、ロジャー・バーン、リアム・ウェラン、ケン・モーガンス、アルバート・スカンロンと、飛行機の中央付近の席にいた。墜落時のことをフォルケスは以下のように述べている。
機体は、フォルケスの座った席の下から右半分が破損した。フォルケス自身の怪我は、試合後のお祝いとしてイギリス大使館から送られたジンの瓶で頭に外傷を受けた程度だった。その後現場から50ヤードほど離れたあと、再び飛行機に戻って状況を見ている。
その後フォルケスはハリー・グレッグとともに救護にあたったが、この事故により多くのチームメイトを失った。

### 事故後
亡くなったロジャー・バーンの代わりに、チームキャプテンを引き継ぐことになった。バスビー・ベイブスの何人かが死亡し、あるいは病院のベッドの中で生死を彷徨っている中、事故の6日後のFAカップ対シェフィールド・ウェンズデイFC戦のピッチに立っている。同カップではチームは決勝に進出しているものの、リーグ戦では負けが続いた。
1962-63FAカップ優勝。1964-65シーズン、FA1部リーグ優勝。この時点でミュンヘンの悲劇から現役を続けていたのはフォルケスとチャールトンの2人だけになっていた。その後も現役を続け、36歳の時にUEFAチャンピオンズカップ 1967-68でのマンチェスター・Uの初優勝に貢献した。特に準決勝対レアル・マドリード戦では決勝ゴールを決めている。フォルケスは後に、この勝利によりミュンヘンの悲劇から乗り越えることができたと語っている。
この時点で引退を考えていたが、バスビーによりあと2年続けるよう説得され、1969-70シーズンを最後に現役引退した。

### 引退後
現役引退後は1975年までマンチェスター・Uのユース監督として活躍した。
その後マンチェスター・Uを離れ、1975年からアメリカ合衆国に渡り、北米サッカーリーグのシカゴ・スティング、タルサ・ラフネックス、サンノゼ・アースクエイクスで監督を務めた。1979年から1シーズン、ノンプロのウィットニー・ユナイテッド（ウィットニータウンAFC）監督に就任した。
その後ノルウェーに渡り、ILブリン、スタインシャーFK、リールストロムSK、ヴァイキングFKで監督を務めた。
1988年から当時JSL2部のマツダSC（現サンフレッチェ広島）ヘッドコーチに就任する。名目上は今西和男が監督であったが実質的にはフォルケスが監督業を行っていた。キックアンドラッシュ戦術を用いて、チームをJSL1部に昇格させた。1991年に退団し帰国。
1992年10月、選手時代のメダルやトロフィーなどをクリスティーズで競売にかけ、約20点を合計35,000ポンドで落札された。
2000年にはマンチェスターサッカー協会の一員として、日本人向けにスタジアム案内をした。
高齢になると認知症を患ってしまう。2011年に『ユナイテッド -ミュンヘンの悲劇-』が制作されたが、フォルケスは病気のためこの制作に参加できなかったことから、主要人物でありながら全く登場していない。
2013年11月25日早朝、81歳で死去。マンチェスター・Uは2013年11月27日UEFAチャンピオンズリーグ 2013-14 グループリーグ第5節対バイエル・レバークーゼン戦、あるいは2013年12月4日プレミアリーグ2013-2014対エヴァートンFC戦にて喪章を付けて戦う。

## 参考資料
- “A WHO`S WHO of MANCHESTER UNITED FC” (英語).   Worldwide Manchester United Fans Webring. 2013年11月26日閲覧。
- “Anger Still Boils After 40 Years” (英語).   Munich58. 2011年7月20日時点のオリジナルよりアーカイブ。2013年11月26日閲覧。